# Lomboz

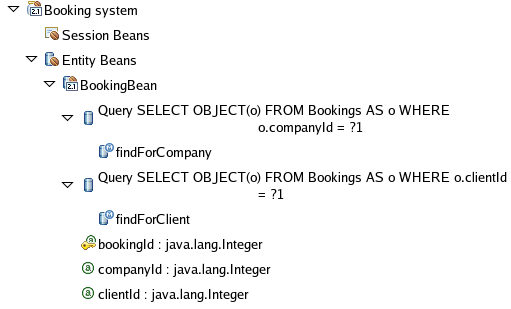

Lomboz es un plugin gratuito y abierto de Eclipse para el entorno de desarrollo J2EE. Tiene medios para desarrollar, probar, perfilar y desplegar aplicaciones Web, servicios Web, Java, J2EE y EJB. Lomboz admite la mayoría de los runtimes de servidores de aplicaciones J2EE estándar, y admite la mayoría de los runtimes populares de código abierto tales como JOnAS. Al igual que JOnAS, Lomboz está hospedado y desarrollado por el consorcio ObjectWeb (el grupo de desarrollo se llama a sí mismo "eteration"). Esto está distribuido bajo LGPL.
En julio de 2006 este sistema fue suficiente conveniente para el desarrollador, familiar con todos los conceptos principales, características y métodos de la plataforma J2EE. Sin embargo, no está orientado a estudiantes que quieren empezar a desarrollar aplicaciones J2EE sin leer ningún tipo de documentación. Lomboz está empaquetado, integrado y es dependiente de muchos otros paquetes de Eclipse open source para desarrollo en J2EE.
Lomboz suministra:
1. Asistentes para crear y ensamblar módulos J2EE.
2. editor JSP y asistente para el código.
3. Compatibilidad con JBoss, WebLogic, Apache Tomcat, JOnAS y JRun.
4. generadores de código EJB basados en XDoclet.
5. Generadores de Servicios Web basados en Apache Axis.